# Paradise Garage
O Paradise Garage (Garagem Paraíso) é uma discoteca e sala de espectáculos situada em Lisboa, Portugal.
Situada junto ao passadiço de Alcântara, o espaço concilia uma intensa programação de concertos de música rock e alternativa e uma igualmente intensa actividade como pista de dança.
Tendo sido um palco relevante para concertos de bandas nacionais e internacionais nos anos 90 até metade da década de 2000, entrou em declínio, encerrando em 2007, abrindo novamente as portas em 2011.

## Concertos destacados
Passaram pelos palcos do Paradise Garage, centenas de bandas, entre elas:
- 1998 - Rammstein
- 1998 - Manowar[5]
- 1999 - Texas
- 2001 - Eels[6]
- 2004 - Everlast[3]
- 2006 - Artic Monkeys[7]
- 2007 - De Phazz[8]
- 2007 - Paradise Lost[9]